# Harleigh Cemetery
Harleigh Cemetery är en begravningsplats delvis i Camden, delvis i Collingswood i Camden County i New Jersey.

## Kända begravda personer i urval

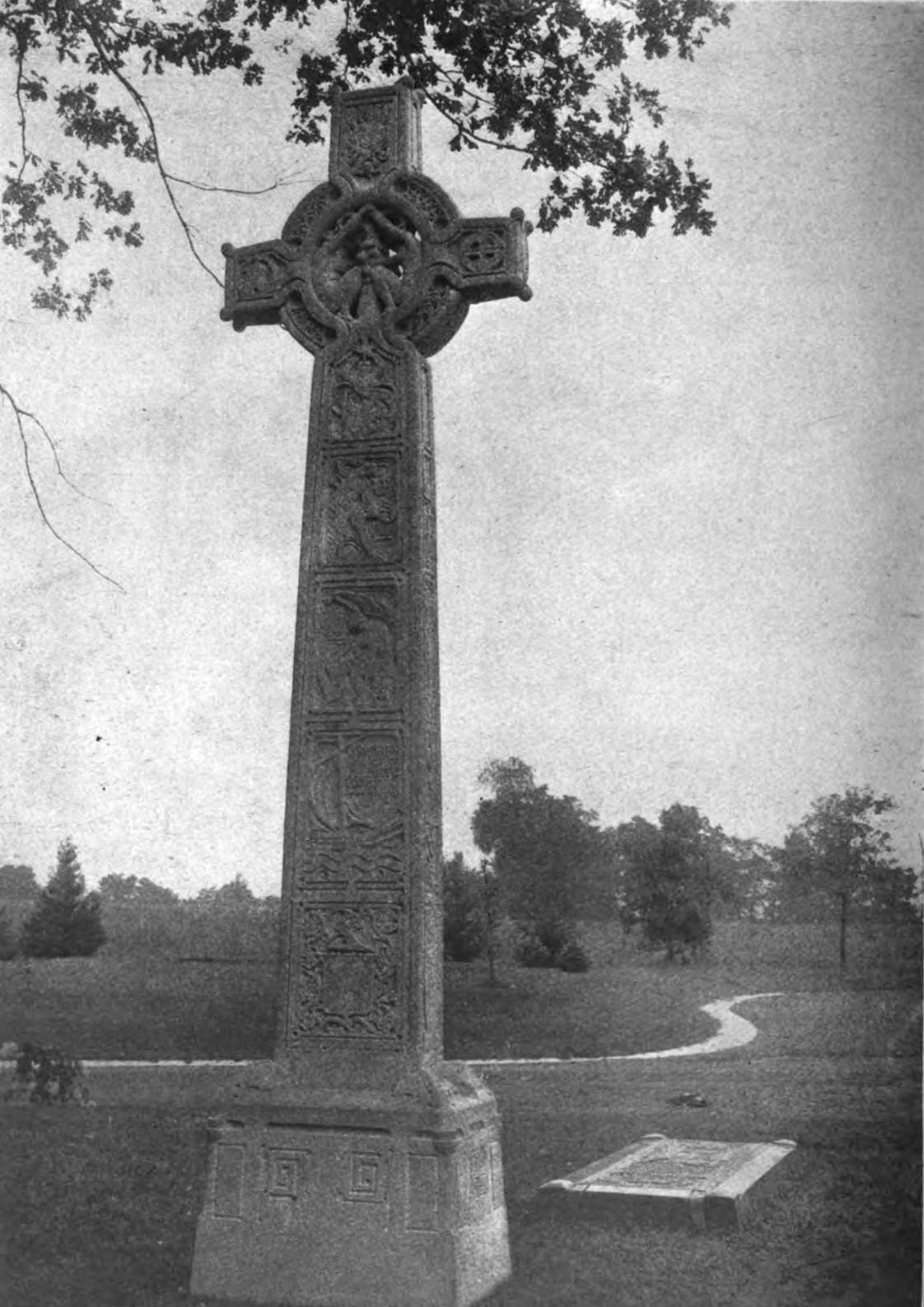
William Joyce Sewells grav.

### B
- David Baird (1839–1927), republikansk politiker, senator[2]
- David Baird Jr. (1881–1955), republikansk politiker, senator[3]
- William J. Browning (1850–1920), republikansk politiker, representanthusledamot[4]

### S
- William Joyce Sewell (1835–1901), militär och republikansk politiker, senator[5]
- John F. Starr (1818–1904), republikansk politiker, representanthusledamot[6]

### W
- Walt Whitman (1819–1892), poet och journalist[7]
- Charles A. Wolverton (1880–1969), republikansk politiker, representanthusledamot[8]